# 鄂尔多斯应用技术学院
鄂尔多斯应用技术学院位于内蒙古自治区鄂尔多斯市康巴什区，是鄂尔多斯地区目前唯一的本科院校，也是内蒙古自治区第一所应用技术型本科院校。鄂尔多斯应用技术学院于2015年4月28日由教育部批准建立，由原内蒙古大学鄂尔多斯学院、内蒙古医科大学鄂尔多斯学院（鄂尔多斯市卫生学校）、内蒙古工业大学矿业学院资源整合而成。

## 历史
2015年4月28日，中华人民共和国教育部批准合并内蒙古大学鄂尔多斯学院、内蒙古工业大学矿业学院、内蒙古医科大学鄂尔多斯学院等资源新设鄂尔多斯应用技术学院。首批设立机械工程、土木工程、自动化、交通运输、化学工程与工艺五个本科专业，学生规模设定为6,600人，学校由内蒙古自治区领导、管理，经费由自治区解决。2015年8月，鄂尔多斯应用技术学院录取了首批500名新生。
2016年2月16日，学院增设汽车服务工程、电子信息科学与技术、护理学、音乐表演、舞蹈表演5个本科专业，于2016年秋季开始招生。
2017年3月13日，学院新增医学检验技术、计算机科学与技术、眼视光学、材料化学、电气工程及其自动化5个本科专业。

## 校区建设
鄂尔多斯应用技术学院占地面积1528亩（含预留379亩），建筑面积25.4万平方米，其中教学科研行政用房15.6万平方米。学院藏书总量22.9万册；拥有76个校外实训基地、6个实验教学中心和1所附属医院。

## 师资力量
鄂尔多斯应用技术学院有教职工442人，专任教师339人；具有正高级专业技术职务14人，副高级专业技术职务51人；有博士生导师3人，硕士生导师7人。

## 教学系部
鄂尔多斯应用技术学院目前拥有校本部（康巴什校区）、医学部（东胜校区）、矿业学院三个校区，共设有教学系9个，下设本科专业15个、硕士点1个、专科专业10个。除医学部（东胜校区）和矿业工程系外，其他教学系和全部行政单位均位于校本部（康巴什校区）。

### 信息工程系
电子信息工程系成立于2008年，由原鄂尔多斯学院下属的电子信息工程系（自动化系）调整后设立，下设电气工程及其自动化、电子信息科学与技术、计算机科学与技术、自动化四个本科专业。

### 管理学系
管理学系由原鄂尔多斯学院旅游管理系资源整合设立，下设旅游管理、旅游管理与服务两个本个专业。

### 化学工程系
化学工程系由原鄂尔多斯学院化学工程系资源整合设立，下设材料化学、化学工程与工艺两个本科专业。

### 机械工程系
机械工程系由原鄂尔多斯学院交通运输系资源整合设立，下设交通运输、机械工程、汽车服务工程三个本科专业。

### 矿业工程系
矿业工程系由内蒙古工业大学矿业学院资源整合设立，下设地下工程与地下技术一个工程硕士点。

### 土木工程系
土木工程系由原鄂尔多斯学院土木工程系资源整合设立，下设土木工程一个本科专业。

### 医学部
原内蒙古医科大学鄂尔多斯学院（鄂尔多斯卫生学校），下设护理学、眼视光学、医学检验技术三个本科专业。

### 艺术系
由内蒙古大学鄂尔多斯学院艺术系资源整合设立，下设舞蹈表演、音乐表演两个本科专业。

## 专业设置
鄂尔多斯应用技术学院目前拥有校本部（康巴什校区）、医学部（东胜校区）、矿业学院三个校区，设有本科专业15个、硕士点1个、专科专业10个。其中，研究生专业由武汉理工大学鄂尔多斯研究院和内蒙古工业大学矿业学院代为培养。
此外，鄂尔多斯应用技术学院另设有8个中专专业，以鄂尔多斯市卫生学校的名义招生。

### 本科
- 交通运输
- 机械工程
- 汽车服务工程
- 化学工程与工艺
- 材料化学
- 土木工程
- 自动化
- 电气工程及其自动化
- 电子信息科学与技术
- 计算机科学与技术
- 音乐表演
- 舞蹈表演
- 护理学（医学部）
- 医学检验技术（医学部）
- 眼视光学（医学部）

本科专业共计15个。

以上专业中，除医学类专业位于医学部（东胜校区）外，其余专业均位于校本部（康巴什校区）。

校本部（康巴什校区）部分专业招收蒙授理科学生，学制五年，学生入学后接受一年的预科教育（汉语文、基础物理、基础化学）后转入相同专业的大一年级接受教育。

### 研究生
- 地下工程与地下技术（矿业学院）

### 专科
- 护理
- 临床医学
- 蒙医学
- 眼视光技术
- 医学检验技术
- 药品经营与管理
- 医学影像技术
- 建筑工程技术
- 应用化工技术
- 机电一体化技术

专科专业共计10个。

以上专业中，医学类专业位于医学部（东胜校区），工程类和机电类专业位于矿业学院校区。

### 中专
- 护理
- 蒙医医疗与蒙药
- 农村医学
- 中药
- 医学检验技术
- 医学影像技术
- 助产
- 药剂

中专专业共计8个。

以上专业均位于医学部（东胜校区），以鄂尔多斯市卫生学校名义招生。